# Huỳnh Năm
Huỳnh Năm (sinh năm 1944) là một chính khách Việt Nam. Ông từng là Chủ tịch Ủy ban Nhân dân Thành phố Đà Nẵng, kế nhiệm ông Nguyễn Bá Thanh.

## Tiểu sử
Ông Huỳnh Năm sinh năm 1944.

## Sự nghiệp
Tại kì họp thứ 9 Hội đồng Nhân dân Tp Đà Nẵng khóa VI, vào ngày 22/7/2003, ông Huỳnh Năm, Phó Chủ tịch Thường trực Ủy ban Nhân dân Tp Đà Nẵng, được bầu vào chức vụ Chủ tịch Ủy ban Nhân dân Tp Đà Nẵng thay cho ông Nguyễn Bá Thanh, nguyên Chủ tịch UBND Tp, đã được bầu giữ cương vị Bí thư Thành ủy Đà Nẵng từ tháng 6/2003.